# Троэн
Троэ́н (фр. Troësnes) — коммуна во Франции, находится в регионе О-де-Франс. Департамент коммуны — Эна. Входит в состав кантона Виллер-Котре. Округ коммуны — Суасон.
Код INSEE коммуны — 02749.

## Население
Население коммуны на 2010 год составляло 236 человек.
| 1962 | 1968 | 1975 | 1982 | 1990 | 1999 | 2010 |
| ---- | ---- | ---- | ---- | ---- | ---- | ---- |
| 169  | 125  | 113  | 117  | 188  | 213  | 236  |

## Экономика
В 2010 году среди 147 человек трудоспособного возраста (15—64 лет) 112 были экономически активными, 35 — неактивными (показатель активности — 76,2 %, в 1999 году было 63,8 %). Из 112 активных жителей работали 102 человека (53 мужчины и 49 женщин), безработных было 10 (4 мужчины и 6 женщин). Среди 35 неактивных 17 человек были учениками или студентами, 7 — пенсионерами, 11 были неактивными по другим причинам.